# Позасистемні одиниці вимірювання
Позасистемні одиниці вимірювання — одиниці вимірювання, що на відміну від системних одиниць фізичних величин не входять до складу жодної із систем, але використовуються на практиці, або, в ширшому сенсі, одиниця, що не входить до системи одиниць, яка застосовується в конкретному випадку. Прикладами позасистемних одиниць є міліметр ртутного стовпа, кінська сила тощо.
Значного поширення набули одиниці тиску: атмосфера, бар, міліметр ртутного стовпа, міліметр водяного стовпа. Позасистемними одиницями часу є хвилина, година; одиницями довжини — ангстрем, світловий рік, парсек; одиницями площі — ар, гектар; одиницями електричної енергії — кіловат-година; одиницями акустичних величин — децибел, фон, октава тощо.
Проте за уніфікації одиниць і ухваленні єдиної системи одиниць кількість позасистемних одиниць має бути скорочена до мінімуму. До того ж багато позасистемних одиниць є кратними одиницям системи SI і можуть використовуватися для практичних вимірювань (тонна, міліметр, мікрон тощо).